# Aplosonyx robinsoni
Aplosonyx robinsoni là một loài bọ cánh cứng trong họ Chrysomelidae. Loài này được Jacoby miêu tả khoa học năm 1905.